# Geluid
Geluid is de hoorbare verandering van de luchtdruk. Geluid kan ook in een ander medium optreden, bijvoorbeeld door drukwisselingen in water. In ruimere zin is geluid iedere verandering van de heersende statische atmosferische druk, al dan niet hoorbaar. Heel algemeen wordt onder geluid iedere verandering van de dichtheid van een elastisch medium verstaan. Geluid beweegt zich als een longitudinale golf van dichtheidswisselingen van het medium voort.
Geluid kan door mensen of dieren met een gehoororgaan worden waargenomen wanneer het trommelvlies van het oor in trilling wordt gebracht en het gehoororgaan deze trillingen verwerkt tot signalen die door en met de hersenen worden geïnterpreteerd. Sommige diersoorten hebben andere gehoororganen, zoals het tympanaal orgaan van bepaalde ordes der insecten.
Een geluidsbron veroorzaakt veranderingen in luchtdruk die zich in een golfbeweging door lucht voortbewegen. Wanneer zo'n geluidsgolf het trommelvlies bereikt, wordt dit aan het trillen gebracht in overeenstemming met de frequentie van de geluidsgolf.
Veranderingen in luchtdruk moeten bepaalde karakteristieken hebben om te worden waargenomen, zoals het uitoefenen van een voldoende druk op het trommelvlies met een bepaalde frequentie. Als het geluid te zacht is, kan het niet worden waargenomen, maar wel met meetapparatuur worden gemeten.
Sommige luchtdrukveranderingen worden niet als geluid waargenomen, maar wel fysiek ervaren.
Geluid wordt gemeten met een microfoon. De geluidsgolf neemt ook energie met zich mee, maar die energie is relatief gering. Geluid wordt vaak afgebeeld als een sinusgolf, maar fysisch gezien is geluid in een medium als lucht of water een longitudinale golf: de golfbeweging heeft dezelfde richting als de voortplanting van de energie. De toppen van deze golf zijn de drukmaxima, de dalen van deze golf zijn de drukminima.
Door een geluidsbron veroorzaakte trillingen kunnen zich ook voortplanten onder water. Mensen en dieren die zich onder het wateroppervlak bevinden, kunnen deze trillingen ook als geluid ervaren. Sommige vissen schijnen geluid te kunnen waarnemen met hun zwemblaas, maar ook met het binnenoor en het zijlijnsysteem.
Geluidsgolven kunnen zich door veel stoffen voortplanten. Het natuurkundige fenomeen van geluid wordt bestudeerd in de akoestiek. Daarnaast wordt het ervaren van geluid door mensen bestudeerd in de psychoakoestiek.

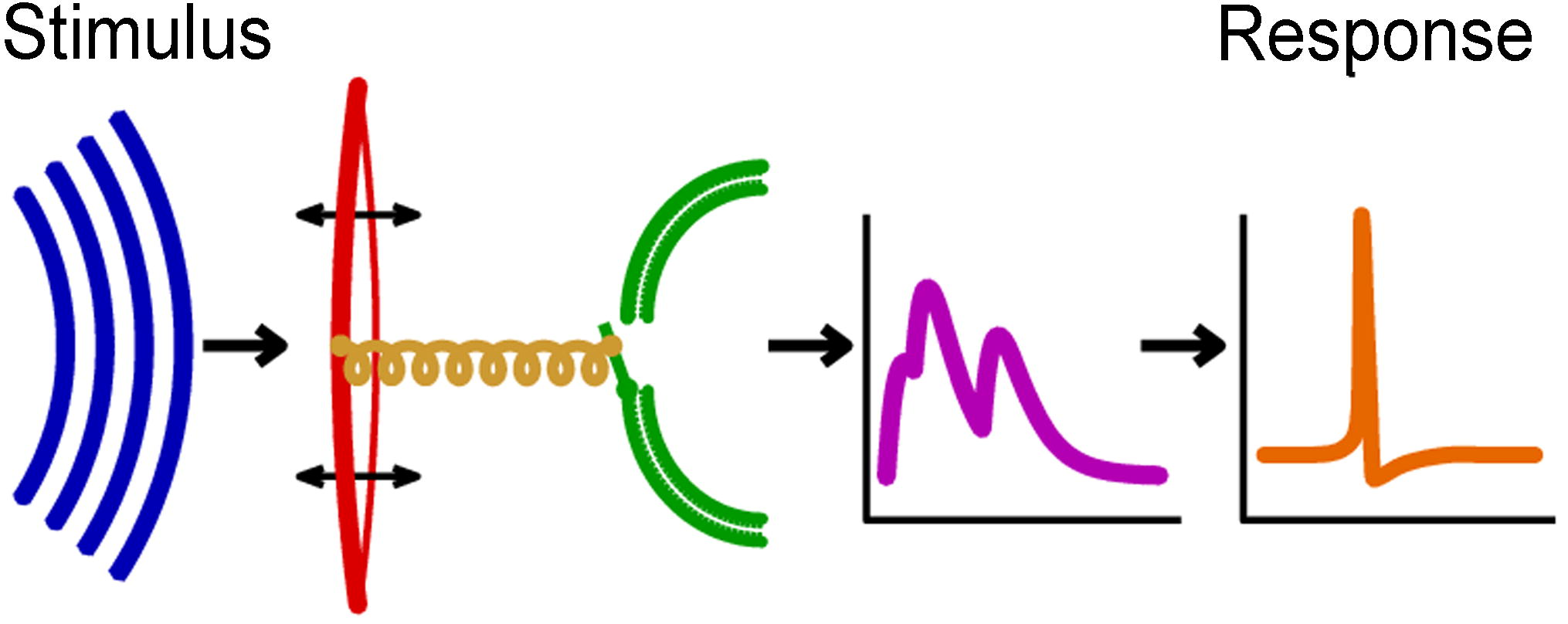
Weergave van horen

## Geluidssterkte
De sterkte van een geluidssignaal kan op verschillende manieren worden gedefinieerd, naargelang men de sterkte van de bron of de waargenomen sterkte bedoelt, of ook naargelang de signaalsterkte objectief wordt vastgesteld als een drukverschil, of subjectief waargenomen door menselijke oren.
Geluidsdruk wordt uitgedrukt als een verschil tussen de variabele druk in de geluidsgolf en de gemiddelde druk van het medium, dus meestal in de standaardeenheid Pascal. De effectieve geluidsdruk is een soort tijdsgemiddelde van de variabele geluidsdruk (technisch, een kwadratisch gemiddelde). De geluidsintensiteit is het product van de ogenblikkelijke geluidsdruk met de ogenblikkelijke snelheid van de deeltjes in de geluidsgolf. Ook hier wordt een tijdsgemiddelde gedefinieerd (maar geen kwadratisch gemiddelde) en de standaardeenheid is watt per vierkante meter.
Het geluidsniveau is de logaritme in basis 10 van de geluidsdruk vergeleken met een standaarddruk van 10−12 W/m2, wat overeenkomt met de gehoordrempel van een gemiddelde mens. Om praktische redenen wordt die logaritme nog eens vermenigvuldigd met 10 en zo krijgt men de eenheid decibel (dB).
De luidheid houdt rekening met de toonhoogte (frequentie) en dus met de toonspecifieke gevoeligheid van het menselijk oor. Ze wordt eveneens op een logaritmische schaal gemeten en de eenheid is de phon, wat overeenkomt met een geluidsniveau van 1 decibel bij een frequentie van 1000 hertz.

## Toonhoogte en klankkleur
Naast geluidssterkte worden veel geluiden gekenmerkt door een subjectieve gewaarwording van "hoog" of "laag" die fysisch wordt geïnterpreteerd als de frequentie van een zuivere trilling of de frequentieverdeling van een gemengd signaal, uitgedrukt in hertz (Hz). Reeds de oude Grieken stelden vast dat een harmonische samenklank in de muziek wordt voortgebracht door snaren waarvan de lengtes zich verhouden als eenvoudige breuken. Dit komt overeen met de verhouding van hun natuurlijke trillingsfrequenties.
Een aangehouden klank, al dan niet zuiver, komt overeen met een periodiek signaal (periodieke luchtdrukschommeling). De grootste periode bepaalt de grondtoon. Uit de wiskundige fourieranalyse volgt dat ieder periodiek signaal kan worden opgevat als een samenstelling van een grondtoon met een bepaalde combinatie van zijn boventonen. De klankkleur wordt bepaald door de mate waarin elke boventoon doorweegt in het geheel, niet alleen voor muzieknoten maar ook bij de definitie van de klinkers van een taal.
De moderne muziekleer standaardiseert de frequenties van de verschillende muzieknoten door het afspreken van een stemtoon voor de gewone la (a' of A4), meestal op de toonhoogte 440 Hz. Intervallen worden bepaald door eenvoudige breuken, bijvoorbeeld 2:1 voor een octaaf of 3:2 voor een kwint, maar muziekinstrumenten kunnen om praktische redenen ook anders gestemd worden, bijvoorbeeld door het octaaf in 12 gelijke intervallen te verdelen (waarbij een afstand van 7 binnen die 12 intervallen een goede benadering is van de breuk 3:2).

## Gehoor
Als de veranderingen van de druk tussen 20 en 20.000 keer per seconde voorkomen, oftewel met een frequentie tussen 20 Hz en 20 kHz, dan is geluid voor de meeste mensen hoorbaar. De drukschommelingen bij geluid zijn zeer klein. Deze zijn soms maar een paar miljoenste van een pascal. Om die kleine drukverschillen te horen moet het oor dus heel gevoelig zijn: bewegingen van het trommelvlies zo klein als een diameter van een waterstofatoom kunnen al hoorbaar zijn. Luider geluid wordt veroorzaakt door grotere wisselingen in de druk. Een geluidsgolf met geluidsdruk van één pascal zal bijvoorbeeld heel hard klinken, mits de meeste geluidenergie in de middenfrequenties zit (1 kHz - 4 kHz). In dit frequentiegebied (het spraakgebied) is het menselijke oor van nature het gevoeligst. Het zachtste geluid dat iemand kan horen van een geluidsgolf van 1 kHz is ongeveer 20 micropascal. Dat heet de gehoordrempel.
De hersenen verwerken geluiden in een specifiek deel dat gehoorcentrum of auditieve cortex heet. De perceptie van geluidssterkte voldoet aan de algemene wet van Weber over de subjectieve perceptie van zintuigprikkels: verhoudingen van fysische impulsen worden waargenomen als verschillen in de intensiteit van de gewaarwording. Dit verantwoordt achteraf het gebruik van de logaritmische decibelschaal.
De frequentiegevoeligheid van het menselijk oor verandert meestal met de leeftijd, en met name de hoogste frequenties worden door oudere mensen vaak moeilijker waargenomen.
Andere diersoorten hebben andere frequentiebereiken. Het principe van een hondenfluitje is dat het tonen uitzendt die wel door honden, maar niet door de meeste mensen kunnen worden gehoord.

## Geluidsbronnen
Geluid wordt gemaakt als de lucht op een of andere manier wordt verstoord, bijvoorbeeld door een trillend object. Door de luidsprekerconus van een gewone hifi-installatie bijvoorbeeld. Het is mogelijk om de beweging van een basluidspreker met het blote oog te zien, mits er zeer laagfrequent geluid uit komt. De conus beweegt heen en weer in een zichtbaar tempo. Als de conus naar voren beweegt, wordt de lucht ervoor samengedrukt. De luchtdruk wordt dan vlak voor de conus iets hoger. Als daarna de conus weer naar achteren beweegt, wordt de luchtdruk iets lager. De pakketjes met dikkere en dunnere lucht bewegen zich van de luidspreker af, terwijl ondertussen de conus heen en weer blijft bewegen. Zo ontstaat een geluidsgolf met om en om een hoge en een lage druk, die van de conus af beweegt. De snelheid van deze golf is de geluidssnelheid. Niet al het geluid ontstaat door een trillend object, het kan ook op andere manieren ontstaan. Het geluid van een explosie bijvoorbeeld wordt veroorzaakt door het bliksemsnel uitzetten van gassen.
Ook muziekinstrumenten en de menselijke stem zijn geluidsbronnen.
Geluidsbronnen kunnen volgens musici als Barry Truax, Bernie Krause en anderen ingedeeld worden in drie categorieën, naargelang de herkomst:

### Geofonie
Deze categorie betreft geluiden van natuurlijke, maar niet-biologische, krachten die zich in de natuur voordoen, zoals water, wind, donder, en geluiden van geologische oorsprong.  

### Biofonie
Biofonie of zoöfonie verwijst naar het collectieve geluid van alle geluidsproducerende organismen in een bepaalde habitat op een gegeven moment. 

### Antropofonie
Dit zijn de geluiden van de mens: ze omvatten gecontroleerd geluid zoals muziek, taal en theater, en chaotisch of (elektro-)mechanisch geluid.

## Geluidssnelheid
De geluidssnelheid, de snelheid waarmee geluidsgolven zich voortbewegen, hangt af van de vastheid, temperatuur en samenstelling van de stof(fen) waarin dat gebeurt: door lucht bij kamertemperatuur is dat ongeveer 343 meter per seconde, in vloeistoffen en vaste stoffen meestal hoger. De snelheid is bijna onafhankelijk van de frequentie van het geluid. De kleine snelheidsverschillen die er toch zijn, veroorzaken dispersie: de vervorming van een klank wanneer die zich over een grote afstand voortplant.
Als de geluidsbron of de waarnemer zich verplaatsen in het medium, verandert de uitgezonden of waargenomen toonhoogte langs de richting van de verplaatsing; dit verschijnsel staat bekend als het dopplereffect en het is des te sterker naarmate de verplaatsingssnelheid een groter deel van de geluidssnelheid uitmaakt. In een extreem geval beweegt de bron met dezelfde snelheid als het geluid en hoopt er zich een drukgolf op die schokgolf wordt genoemd, wat door sommige waarnemers als een knal wordt gehoord: de bron "gaat doorheen de geluidsbarrière".

## Geluid bestaat uit golven
Een geluidsgolf heeft, als deze door een medium loopt, een golflengte en een amplitude. De golflengte is omgekeerd evenredig met de frequentie: hoe hoger de frequentie (dus hoe meer golfjes per lengte-eenheid), hoe korter de golflengte en hoe hoger de waargenomen toon.
De amplitude is het verschil tussen de maximum druk en de gemiddelde waarde van de druk dat in de loop der tijd op een bepaalde locatie optreedt. De sterkte van een geluidsgolf wordt weergegeven in decibel of sone. Daarbij wordt de amplitude genormeerd naar een referentiedruk.
Hoe luid een klank wordt ervaren wordt bepaald door de amplitude (in te stellen met een volumeknop).
Geluidsgolven gedragen zich net als bijvoorbeeld watergolven: ze kunnen zoals bij echo tegen een ondoordringbare wand afketsen, rond een object buigen, dit heet diffractie, of van richting veranderen wanneer het 'medium', de stof waardoor de golf zich verplaatst, verandert.
Golven van geluid uit meerdere bronnen, of van direct en gereflecteerd geluid, kunnen elkaar versterken of juist uitdoven. Op de plaatsen waar geluidsgolven elkaar uitdoven ontstaat een iets lagere luchtdruk dan vlak daarnaast. Dit verschijnsel kan gebruikt worden om voorwerpen, waaronder levende insecten, op te tillen of zelfs te verplaatsen.

### Antigeluid
Soms kan het wenselijk zijn bepaalde geluiden actief te dempen, door een parallel geluidssignaal te creëren dat het oorspronkelijke signaal in de hierboven geschetste zin uitdooft. De werking van een ruisonderdrukkende hoofdtelefoon berust hierop: een microfoontje registreert geluiden van buitenaf, en dat signaal wordt met de juiste sterkte in tegenfase aan het gewenste interne signaal (bijvoorbeeld de muziek) toegevoegd.

## Horen van geluid
Het menselijk oor kan alleen geluidstrillingen waarnemen met een frequentie tussen ongeveer 20 en 20.000 Hz. Bij het ouder worden gaat het gehoor voor hoge tonen achteruit; bij veel volwassenen is de bovengrens om geluid waar te nemen gedaald tot ca. 15.000 Hz.
De onderste gehoorgrens ligt bij ca. 20 Hz. Lagere frequenties worden met infrageluid aangeduid. Soms is dit geluid zo laag dat het niet echt is te horen, maar dat het lichaam het geluid voelt. Boven de bovenste gehoorgrens onderscheidt men ultrageluid, tussen 18 kHz en 800 MHz, en hypersoon geluid, met een frequentie van boven de 800 MHz.
Het gehoor is ook gevoelig voor de sterkte van het geluid. Hele zachte geluiden zijn pas hoorbaar vanaf een bepaald geluidsniveau, dat wordt aangeduid met de gehoordrempel. Hele harde geluiden zijn onaangenaam en vanaf ongeveer 120 dB treedt pijn op, dat wordt de pijngrens genoemd.
Een exacte manier om de gevoeligheid van het oor voor geluid weer te geven is op grond van de phon. Meestal wordt als benadering hiervan de dB(A) gebruikt.
Van volkomen dove mensen is bekend dat zij soms muziek en onweer kunnen 'aanvoelen'.

## Gebruik door de mens
Geluid is voor horende mensen belangrijk en wordt onder andere als volgt gebruikt en ervaren:
- voor onderlinge communicatie (spraak en gehoor)
- als waarschuwingssignaal, bijvoorbeeld bij een claxon van een auto, een overweg, een brandalarm en dergelijke
- als muziek, achtergrondmuziek (muzak) of de soundtrack van film
- als hinderlijk (lawaai, explosies, verkeer)

## Beeldvorming met geluid
Geluid is ook belangrijk bij bepaalde metingen, zoals in de hydrografie. Een echolood een zendt een geluidspuls uit, waarna de tijd tussen het verzenden en het terugkeren van de op de zeebodem reflecterende puls wordt gemeten. Omdat ook de geluidssnelheid in water bekend is, is de diepte onder de transducer van het echolood te berekenen.
Hetzelfde principe ligt aan de grondslag van sonar. Water is ondoorlaatbaar voor de radiogolven van een klassieke radar, maar geeft wel geluidsgolven door die aan dezelfde wetten als radiogolven gehoorzamen.
Sommige diersoorten, zoals vleermuizen en dolfijnen, schatten afstanden door de tijd van een teruggekaatst geluidssignaal in de lucht of in het water waar te nemen.
In de medische beeldvorming bekleedt de echografie een bijzondere plaats. Daarbij worden beelden berekend aan de hand van de verschillende weerkaatsing en demping van ultrasone geluidsgolven door harde en zachte weefsels. Echografie kan niet in elke situatie gebruikt worden, maar is goedkoper en op lange termijn minder schadelijk voor de patiënt dan beeldvormingstechnieken die op straling of magnetisme berusten; daarom is het de meest gebruikte techniek om een ongeboren baby te onderzoeken.

## Websites
- (en)  Sound Waves Tutorial - resource.isvr.soton.ac.uk
- J van Veen. Geluid en geluidsmeting.  gearchiveerd, voor kabelfoon.nl

bioakoestiek · geluid · decibel · dB(A) · geluidsdruk · geluidsintensiteit · geluidssnelheid · geluidsgolf · ultrageluid · laagfrequent geluid · infrageluid · puntbron · lijnbron · gehoordrempel · gehoorschade · geluidshinder · elektroakoestiek